# Юхим Білопольський
Юхи́м Тимофі́йович Білопо́льський (1753, Конотоп, Ніжинський полк, Військо Запорозьке Городове — після 1799) — український медик, засновник військової медицини в Російській імперії, головний лікар у війську російського полководця Олександра Суворова.

## Походження та родина
Народився 1753 року в сотенному містечку Конотопі Ніжинського полку в родині козака.
Брат — Іван Тимофійович — 1787 року служив ротним квартирмейстром у Глухові. Дід — Петро Іванович Білопольський — військовий товариш Ніжинського полку, згодом — священник, конотопський протопіп. Прадід — Іван Данилович — також конотопський протопіп. Прапрадід — Данило Білопольський — 1709 року був ніжинським полковим осавулом.

## Життєпис

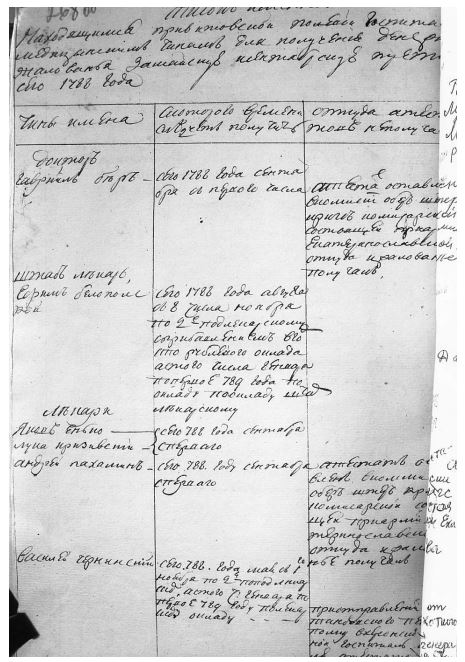
Білопольський у списку лікарів Богоявленського шпиталю. 1789 рік

Першу освіту здобув у Чернігівському колегіумі. 1773 року вступив до медичної шпитальної школи при Санкт-Петербурзькому генеральному сухопутному шпиталі. 1775 року отримав звання підлікаря, 1777 — лікаря. Призначений полковим лікарем у Ряжському піхотному полку.
1788 року отримав звання штаб-лікаря. 1789 призначений до Богоявленського шпиталю у Миколаєві, де працював під керівництвом видатного українського лікаря-епідеміолога Данила Самойловича. 1790 переведений до Херсонського військово-морського шпиталю. Там пише наукову працю «Про херсонську хворобу» (De morbis chersonicus). Наступного року потрапляє на службу до Чорноморського флоту. Залишив опис масового отруєння ріжками — «Про отруєння споринням в Одесі».
У роки служби на флоті неодноразово потрапляв у поле зору генерала-аншефа Олександра Суворова. 1792 на запрошення Суворова обстежує його військо, що перебуває у Фінляндії, маючи завдання усунути високу смертність серед солдатів від кишкових інфекцій і цинги. На підставі рекомендацій Білопольського генерал-аншеф видає окремий наказ для свого війська. У наступні роки українець фактично стає головним лікарем в армії Суворова. 1793 він розробляє перший в Російській імперії посібник для військових медиків — «Правила медичним чинам», які Суворов своїм наказом від 16 липня робить обов'язковими для дотримання у підлеглих йому підрозділах.
Полководець неодноразово згадував Білопольського у своїх наказах, рапортах та інших документах, називаючи «искуснѣйшимъ штаб-лѣкаремъ». 1794 року Суворов видав ще два накази «про збереження здоров'я», що були написані на підставі проєктів українського медика. Дотримуватися «польового лічебника штаб-лікаря Білопольського» Суворов радив і у своєму відомому творі «Наука перемагати».
З 1795 року Білопольський служив при штаб-квартирі Суворова в Тульчині. 1797, коли полководець потрапив в опалу, лікар отримав призначення інспектором Казанської лікарської управи. 1799 звільнений за станом здоров'я зі збереженням пенсії у розмірі повного жалування. Поселився в Київській губернії. Подальша доля невідома.

## «Правила медичним чинам» (1793)
«Правила медичним чинам» — це найважливіша праця Юхима Білопольського, що мала великий вплив на становлення військової медицини в Російській імперії. У ній лікар запропонував низку новацій. Зокрема, велику увагу приділяв профілактиці захворювань у війську — нагляду за якістю питної води, харчуванням, облаштуванням казарм, землянок і туалетів, дотриманням правил гігієни. Білопольський вперше запровадив сортування хворих: розподіл на чотири групи за важкістю захворювання з окремим розміщенням.
Для медикаментозного лікування, передусім, пропонував застосовувати лікувальні трави. Зокрема, вимагав, щоб у кожного солдата у ранці був порошок із висушеного деревію, що має кровоспинні та бактерицидні властивості. Корою білої верби пропонував лікувати гарячку. Полковим лазаретам наказував запасатися зіллями з подорожника, ромашки, кінського щавлю та інших трав. З цингою радив боротися, доповнюючи раціон солдатів квашеною капустою та хроном.
Однією з найбільших новацій була вимога суворого дотримання норм гігієни. Зокрема, Білопольський вимагав у солдатів мити руки перед прийомом їжі, що було неочевидним з огляду на тодішній рівень знань про мікробіологію. Обов'язковим було ранкове вмивання, щонайменше раз у тиждень — миття в лазні.